# Tristria pallida
Tristria pallida är en insektsart som beskrevs av Heinrich Hugo Karny 1907. Tristria pallida ingår i släktet Tristria och familjen gräshoppor. Inga underarter finns listade i Catalogue of Life.